# Colm Feore
Colm Feore, född 22 augusti 1958 i Boston, är en amerikansk-kanadensisk skådespelare. Han är mest känd för sin framställning som premiärministern Pierre Trudeau i TV-miniserien Trudeau, samt roller som General Ted Brockhart på House of Cards och Sir Reginald Hargreeves i The Umbrella Academy.
Feores föräldrar var irländare. Han föddes i Boston men växte upp i Windsor, Ontario. Han har studerat vid National Theatre School of Canada och University of Windsor. Han har varit medlem i teatersällskapet Stratford Festival of Canada där han under lång tid spelat småroller i uppsättningar innan han även fått huvudroller. 
I hemlandet är han känd för sin roll som premiärminister Pierre Trudeau i TV-serien Trudeau. För den roller han belönats med ett Gemini Award. Han har också medverkat i Hollywoodfilmer som Paycheck, National Security och The Chronicles of Riddick. Han har också fortsatt arbeta på scenen och bland annat spelat Cassius i en Broadwayuppsättning av Julius Caesar.
Feore talar flytande franska. År 1994 gifte sig han med Donna Feore. Han var tidigare gift med skådespelerskan Sidonie Boll, från 1983 till 1994. Feore har tre barn: en son med Boll, och en son och dotter med Donna Feore.

## Filmografi (urval)
- 1988 – Iron Eagle II
- 1990 – Beautiful Dreamers
- 1992 – Beyond Reality
- 1995 – Harry S. Truman
- 1997 – Face/Off
- 1997 – Night Falls on Manhattan
- 1998 – Änglarnas stad
- 1998 – Airborne
- 1999 – Storm of the Century
- 1999 – The Insider
- 2000 – Nürnberg (TV-serie)
- 2001 – Pearl Harbor
- 2001 - The Day Reagan Was Shot- Caspar Weinberger2002 – In the Heat of Fire (TV-film)
- 2003 – Paycheck
- 2003 – National Security
- 2004 – Battlestar Galactica (TV-serie)
- 2004 – Chronicles of Riddick
- 2005 – The Exorcism of Emily Rose
- 2005 – Heidi (röst)
- 2006 – Good Cop, Bad Cop
- 2007 – Bury My Heart at Wounded Knee (TV-film)
- 2008 – Changeling
- 2009 – 24 (TV-serie)
- 2011 – The Borgias (TV-serie)
- 2011 – Thor
- 2012 – Revolution (TV-serie)
- 2014 – Jack Ryan: Shadow Recruit
- 2014 – The Amazing Spider-Man 2
- 2019 – The Umbrella Academy (TV-serie)